# FOPNL
FOPNL (англ. FGFR1OP N-terminal like) – білок, який кодується однойменним геном, розташованим у людей на 16-й хромосомі. Довжина поліпептидного ланцюга білка становить 174 амінокислот, а молекулярна маса — 19 778.
| 10         |  | 20         |  | 30         |  | 40         |  | 50         |
| ---------- |  | ---------- |  | ---------- |  | ---------- |  | ---------- |
| MATVAELKAV |  | LKDTLEKKGV |  | LGHLKARIRA |  | EVFNALDDDR |  | EPRPSLSHEN |
| LLINELIREY |  | LEFNKYKYTA |  | SVLIAESGQP |  | VVPLDRQFLI |  | HELNAFEESK |
| DNTIPLLYGI |  | LAHFLRGTKD |  | GIQNAFLKGP |  | SLQPSDPSLG |  | RQPSRRKPMD |
| DHLRKEEQKS |  | TNIEDLHVSQ |  | AVNR       |  |            |  |            |

A: Аланін

D: Аспарагінова кислота

E: Глутамінова кислота

F: Фенілаланін

G: Гліцин

H: Гістидин

I: Ізолейцин

K: Лізин

L: Лейцин

M: Метіонін

N: Аспарагін

P: Пролін

Q: Глутамін

R: Аргінін

S: Серин

T: Треонін

V: Валін

Кодований геном білок за функцією належить до фосфопротеїнів. 
Задіяний у таких біологічних процесах, як біогенез та деградація війок, альтернативний сплайсинг. 
Локалізований у цитоплазмі, цитоскелеті, клітинних відростках.